# Szkoła Podchorążych Lotnictwa – Grupa Techniczna
Szkoła Podchorążych Lotnictwa – Grupa Techniczna – szkoła kształcąca kandydatów na oficerów lotnictwa Wojska Polskiego (grupy technicznej).

## Historia szkoły
Dnia 3 października 1933 przy 3 eskadrze szkolnej Szkoły Podoficerów Lotnictwa dla Małoletnich utworzono pluton podchorążych. Przydzielono do niego 30 kandydatów na oficerów zawodowych powołanych na dwuletni kurs w Szkole Podchorążych Lotnictwa w grupie technicznej w Centrum Wyszkolenia Podoficerów Lotnictwa w Bydgoszczy. Dowódcą 3 eskadry szkolnej został kpt. pil. Henryk Wituski. Na stanowisko komendanta został wyznaczony mjr Stefan Berezowski – dotychczasowy dowódca dywizjonu Pułku Lotniczego (stanowisko objął 31 stycznia 1935). I promocja odbyła się 16 października 1935 na bydgoskim lotnisku. 21 podporuczników promował przedstawiciel Prezydenta Rzeczypospolitej gen. dyw. Leon Berbecki – inspektor armii. Prymusem został ppor. Witold Czupryński. W uroczystości wzięli udział przedstawiciele władz państwowych, samorządowych i garnizonowych, komendant Centrum Wyszkolenia Technicznego Lotnictwa płk inż. Czesław Filipowicz i komendant Szkoły Podchorążych Lotnictwa – grupa techniczna mjr pil. Stefan Berezowski. 
Minister Spraw Wojskowych rozkazem Dep. Dow. Og. L.dz.5253/Org. Tj. zarządził reorganizację z dniem 15 grudnia 1936 Szkoły Podchorążych Lotnictwa (grupa techniczna) z jednoczesnym jej przeniesieniem z Bydgoszczy do Warszawy. Przeniesienie do stolicy zapewniło szkole wysoko kwalifikowanych wykładowców z wyższych uczelni technicznych, instytutów naukowych oraz z przemysłu lotniczego.
Była uczelnią o trzyletnim profilu kształcenia. Kształciła około 150 słuchaczy (po 50 na każdym roku) przyszłych oficerów – techników lotniczych. Kształciła także około 30 podchorążych rezerwy i organizowała kursy oficerów technicznych – 22 oficerów. Przeszkolenie wojskowe podchorążowie przechodzili na obozach wojskowych.
Kierownikami wyszkolenia w poszczególnych dziedzinach byli oficerowie specjaliści, a jako wykładowców zatrudniano specjalistów cywilnych. Wykłady z przedmiotów teoretycznych i ogólnotechnicznych (matematyka, fizyka, chemia, mechanika, wytrzymałość materiałów, aerodynamika, teoria konstrukcji silników i płatowców itp.) były prowadzone przez cywilnych pracowników naukowych będących na etacie szkoły (np. dr P. Szymański, wykładowca matematyki z Politechniki Lwowskiej) lub kontraktowanych godzinowo na wykłady z Politechniki Warszawskiej (np. dr inż. Jerzy Bukowski, dr inż. Leonard Łabuć, doc. inż. Witold Billewicz), ze Szkoły Wawelberga (np. doc. dr inż. Stefan Neumark) oraz przemysłu (np. dr inż. Jan Oderfeld).
Zgodnie z planem mobilizacyjnym „W” szkoła po zarządzeniu mobilizacji funkcjonowała na podstawie etatu pokojowego. W czasie wojny szkoła pod względem ewidencji i uzupełnień przynależała do Bazy Lotniczej nr 1 w Warszawie.

## Organizacja pokojowa szkoły w 1939
Organizacja pokojowa szkoły w 1939:
- komenda szkoły,
- dywizjon szkolny,
  - eskadra szkolna podchorążych nr 1,
  - eskadra szkolna podchorążych nr 2,
  - eskadra szkolna podchorążych nr 3,
  - eskadra szkolna podchorążych rezerwy,
- oddział portowy[9][10].

## Kadra szkoły
Obsada personalna szkoły w marcu 1939
Komenda szkoły
- komendant – mjr / ppłk pil. inż. Antoni Gosiewski
- zastępca komendanta i dowódca oddziału szkolnego – mjr Kazimierz Jarzębiński
- p.o. adiutanta – kpt. obs. Konstanty Bielecki
- naczelny lekarz – mjr lek. dr Stanisław Józef Zatwardowicz
- zastępca komendanta ds. intendentury – mjr int. z wsw Feliks Czesław Czernihowski
- oficer gospodarczy – kpt. int. Zygmunt Wituszyński
- oficer administracyjno-materiałowy – kpt. adm. (piech.) Stefan Ślęzak
- oficer żywnościowy – por. adm. (piech.) Mieczysław Grellner
- p.o. dyrektora nauk – kpt. Franciszek Iwański
- kierownik wyszkolenia radio-elektrycznego – mjr Paweł Marian Piotrowicz
- kierownik wyszkolenia silnikowego – mjr Stefan Skulski
- kierownik wyszkolenia uzbrojenia – kpt. obs. Konstanty Bielecki
- kierownik wyszkolenia foto – kpt. Bolesław Emil Józef Górski
- kierownik wyszkolenia silnikowego – kpt. Aleksander Leja
- kierownik wyszkolenia ogólno-wojskowego – kpt. Czesław Łabencki
- kierownik wyszkolenia samochodowego – kpt. Wacław Michał Józef Kornacki
- kierownik wyszkolenia technicznego – kpt. Józef Koziarski
- kierownik warsztatów szkolnych – kpt. Zygmunt Tokarczyk
- wykładowca WF – por. Zbigniew Jan Franciszek Dubas

Oddział szkolny
- dowódca I plutonu – kpt. Tadeusz Wiśniowski
- instruktor – ppor. Paweł Wilhelm Tobolski zm. 25 V 1944 (uczestnik „Wielkiej ucieczki”)
- dowódca II plutonu – por. Jan Narewski
- instruktor – chor. Józef Konieczny
- dowódca III plutonu – por. Stanisław Daniel
- instruktor – chor. Dywizjonizy Pieczka
- dowódca IV plutonu – por. Eugeniusz Słomkowski
- instruktor – chor. Antoni Białyński

## Absolwenci
I promocja
21 absolwentów I promocji zostało mianowanych na stopień podporucznika ze starszeństwem z 15 października 1935 w korpusie oficerów lotnictwa – grupa techniczna
1. Edward Henryk Christmann (19 lokata)
2. Witold Czupryński (1 lokata)
3. Kazimierz Władysław Dültz (11 lokata)
4. Jan Gackowski (7 lokata)
5. Mieczysław Galicki (9 lokata)
6. Wilhelm Gierasimowicz (18 lokata)
7. Franciszek Gwizdak (14 lokata)
8. Antoni Józef Jankowski (4 lokata)
9. Artur Kownacki (20 lokata)
10. Stanisław Krasowski (2 lokata)
11. Stanisław Krawczyk (5 lokata)
12. Tadeusz Leon Lenczewski (3 lokata)
13. Jan Mioduchowski (17 lokata)
14. Mieczysław Ludwik Piasecki (21 lokata)
15. Teodor Piotrowski (16 lokata)
16. Henryk Karol Emil Prus (10 lokata)
17. Oktawian Zbigniew Rylski (6 lokata)
18. Andrzej Wacław Siedlanowski (15 lokata)
19. Witold Wiśniewski (13 lokata)
20. Ryszard Stanisław Wojciechowski (8 lokata)
21. Wacław Zajączkowski (12 lokata)

II promocja
36 absolwentów II promocji zostało mianowanych na stopień podporucznika ze starszeństwem z 1 października 1937 w korpusie oficerów lotnictwa – grupa techniczna
1. Florian Edmund Adrian (30 lokata)
2. Marian Arendarski (11 lokata)
3. Rudolf Beck (3 lokata) zm. 1940 w Charkowie[14]
4. Jan Zenon Bieńkowski (10 lokata)
5. Stefan Mikołaj Bojarski (28 lokata)
6. Henryk Heinz Wilhelm Busen-Schmitz (33 lokata)
7. Zbigniew Karol Dobrzański (14 lokata)
8. Jan Aleksander Domański (2 lokata)
9. Ludwik Ryszard Dominikowski (1 lokata)
10. Władysław Gandor (19 lokata)
11. Tadeusz Piotr Hajduczek (16 lokata)
12. Bolesław Konstanty Roch Heybowicz (31 lokata)
13. Stanisław Ignatowicz (5 lokata)
14. Stanisław Kaczmarek (23 lokata)
15. Feliks Knoll (32 lokata)
16. Janusz Kozłowski (18 lokata)
17. Józef Stanisław Andrzej Krasiński (7 lokata)
18. Narcyz Krupowicz (12 lokata)
19. Jerzy Józef Kwapniewski(8 lokata)
20. Stanisław Lipa (9 lokata)
21. Stefan Łatwiński (22 lokata)
22. Tadeusz Łukaszewicz (24 lokata)
23. Marian Józef Mażyński (27 lokata)
24. Michał Michniewicz (20 lokata)
25. Tadeusz Pejcz (26 lokata)
26. Ignacy Pluciński (15 lokata)
27. Teofil Pożyczka (13 lokata)
28. Przesław Sadowski (36 lokata) [15]
29. Marian Szumlicki (21 lokata)
30. Jan Terebelski (17 lokata)
31. Edmund Bronisław Tomanek (29 lokata)
32. Tomasz Tomaszewski (25 lokata)
33. Roman Józef Truch (35 lokata)[16]
34. Jerzy Unger (4 lokata) zm. w Katyniu[17]
35. Władysław Wojtulewicz (34 lokata)
36. Edward Antoni Zemanek (6 lokata)

III promocja
45 absolwentów III promocji zostało mianowanych na stopień podporucznika ze starszeństwem z 1 października 1938 w korpusie oficerów lotnictwa – grupa techniczna
1. Adam Jan Adamczak (22 lokata)
2. Wojciech Bargielski (35 lokata)
3. Jan Buczyński (3 lokata)
4. Zbigniew Stanisław Chodorowski (2 lokata)
5. Witold Bolesław Czerwiński (21 lokata)
6. Teodor Dachowski (1 lokata)
7. Edward Antoni Dąbrowski (7 lokata)
8. Stanisław Dudek (38 lokata)
9. Zygmunt Dyszlewski (29 lokata)
10. Tadeusz Dzierżanowski (18 lokata)
11. Aleksander Mateusz Maria Ehrbar (8 lokata)
12. Stanisław Gidaszewski (4 lokata) zm. w Katyniu[19]
13. Wiktor Grabowski (41 lokata)
14. Zygmunt Stefan Grażyński (24 lokata)
15. Zdzisław Tadeusz Guranowski (43 lokata)
16. Czesław Hrynaszkiewicz (25 lokata)
17. Jerzy Wincenty Wojciech Kaliniecki (33 lokata)
18. Stefan Klackowski (14 lokata)
19. Włodzimierz Stanisław Koźmiński (30 lokata)
20. Henryk Lewicki (39 lokata)
21. Władysław Liber (45 lokata)
22. Paweł Łaszkiewicz (28 lokata)
23. Florian Martini (34 lokata)
24. Dominik Mendela (6 lokata)
25. Wilhelm Michalik (9 lokata)
26. Tadeusz Marian Roman Niemczewski (26 lokata)
27. Stanisław Niemyski (31 lokata)
28. Leon Ostaszewski (17 lokata)
29. Henryk Piotrowski (44 lokata) zm. w 1940 w Charkowie[20]
30. Mieczysław Józef Popielewicz (19 lokata)
31. Ryszard Sylwester Ronowicz (20 lokata)
32. Franciszek Julian Różycki (27 lokata)
33. Aleksander Rubiński (32 lokata)
34. Władysław Serejko (37 lokata)
35. Waldemar Józef Siewruk (15 lokata)
36. Mieczysław Herman Słoboda (16 lokata)
37. Zygmunt Józef Spikowski (36 lokata)
38. Ryszard Józef Strożak (23 lokata)
39. Edward Tatarski (11 lokata)
40. Zbigniew Jarosław Tosio (5 lokata)
41. Henryk Trawiński (13 lokata)
42. Władysław Turecki (40 lokata)
43. Stefan Wower (12 lokata)
44. Władysław Wygonowski (10 lokata)
45. Mieczysław Andrzej Zieliński (42 lokata)

IV promocja
44 absolwentów IV promocji zostało mianowanych na stopień podporucznika ze starszeństwem z 1 sierpnia 1939 w korpusie oficerów lotnictwa – grupa techniczna
1. Stanisław Adamczak
2. Tadeusz Barwich
3. Jan Błaszczyk
4. Edmund Burszewski
5. Leszek Antoni Chełmiński
6. Wiktoryn Ciechanowski
7. Witold Cieślak
8. Witold Dzierżanowski
9. Zbigniew Frąckiewicz
10. Tadeusz Gawroński
11. Stanisław Gąsak
12. Jerzy Głowacki
13. Henryk Jaworski
14. Tadeusz Karnkowski
15. Maciej Kirste
16. Piotr Kliman
17. Stanisław Kohut
18. Tadeusz Kolanko
19. Henryk Kraciński
20. Bogdan Kryłowicz
21. Stanisław Kurowicki
22. Cezary Lewicki
23. Jerzy Lipiński zm. w Katyniu[22]
24. Jerzy Maringe
25. Igor Mickiewicz
26. Jerzy Morek
27. Edward Mucha
28. Karol Palczyński zm. w Katyniu[23]
29. Tadeusz Papis
30. Paweł Piątkowski
31. Janusz Pilichowski zm. w Katyniu[24]
32. Kazimierz Przyłuski
33. Kazimierz Romaniszyn
34. Zbigniew Romanowski
35. Korneliusz Serbej
36. Tadeusz Skierkowski
37. Julian Strusiński
38. Michał Strzemeski
39. Władysłąw Szymborski
40. Mieczysław Świerz
41. Wacław Wąsik
42. Bolesław Widerman zm. w Katyniu[25]
43. Stanisław Zdanowski
44. Jerzy Ziółkowski

V promocja
43 absolwentów V promocji zostało mianowanych na stopień podporucznika ze starszeństwem z 1 września 1939 w korpusie oficerów lotnictwa, grupa techniczna
1. Stefan Andersz
2. Leopold Antoniewicz
3. Sergiusz Czerni
4. Bogdan Ejbich
5. Aleksander Fedorońko
6. Wojciech Figiel
7. Janusz Franckiewicz
8. Leonard Gliński
9. Stefan Górecki
10. Alojzy Gura
11. Zdzisław Ingling
12. Zygmunt Jędrzejewski
13. Marian Kamiński
14. Zbigniew Kiełbasiński
15. Henryk Kołacz
16. Jerzy Kurpas
17. Edward Kosmalski
18. Tadeusz Kostia
19. Tadeusz Ługowski
20. Zbigniew Marczyk
21. Marian Markiewicz
22. Henryk Myszkowski
23. Zbigniew Obniski
24. Władysław Oyrzanowski
25. Stefan Pelecki
26. Jerzy Plewczyński
27. Zygmunt Poraziński
28. Bolesław Porębski
29. Jerzy Praśniewski
30. Stanisław Przybyłowicz
31. Stanisław Puzyna
32. Tadeusz Radkiewicz
33. Andrzej Rogowski
34. Piotr Schuch
35. Jerzy Sielurzycki
36. Stanisław Skorupski
37. Michał Smoła
38. Witold Smyk
39. Kazimierz Szyda
40. Zbigniew Ścibor-Rylski
41. Władysław Ślosarski
42. Tadeusz Telewiak
43. Stefan Wosik

I rocznik 1938–1939
64 podchorążych I rocznika nie zostało promowanych
- pchor. Michał Benoit
- pchor. Henryk Bogdanowicz
- pchor. Stanisław Kleybor
- pchor. Zbyszko Lissowski
- pchor. Franciszek Pantkowski
- pchor. Jerzy Tokarski